# دنشواي
دنشواي إحدى قرى مركز الشهداء التابع لمحافظة المنوفية في جمهورية مصر العربية، ويحدها قرى أبو كلس وإبشادي ودناصور وكفر دنشواي، وهي القرية التي كانت مسرحًا لأحداث حادثة دنشواي والتي استغلها مصطفى كامل لفضح مساوئ الاستعمار الإنجليزي لمصر.

## التاريخ
قرية دنشواي من القرى القديمة، حيث وردت باسم «دمشيه البغال» في أعمال جزيرة بني نصر ضمن قرى الروك الصلاحي التي أحصاها ابن مماتي في كتاب قوانين الدواوين، كما وردت باسم «دمشويه البغال» في أعمال جزيرة بني نصر ضمن قرى الروك الناصري التي أحصاها ابن الجيعان في كتاب «التحفة السنية بأسماء البلاد المصرية». وفي العصر العثماني وردت باسم «دنشيه» في التربيع العثماني الذي أجراه الوالي العثماني سليمان باشا الخادم في عصر السلطان العثماني سليمان القانوني ضمن قرى ولاية جزيرة بني نصر، وفي تاريخ 1228هـ/1813م الذي عدّ قرى مصر بعد المسح الذي قام به محمد علي باشا باسم «دنشواي» ضمن قرى مديرية المنوفية.

## السكان
بلغ عدد سكان دنشواي 13,018 نسمة، حسب الإحصاء الرسمي لعام 2006.